# Rattus montanus
Rattus montanus — один з видів гризунів роду пацюків (Rattus).

## Поширення
Цей вид є ендеміком в Шрі-Ланки. Мешкає на висотах від 1320 до 2310 м над рівнем моря. Цей вид денний або сутінковий, наземний. Живе в тропічних вічнозелених гірських лісах і заплавних луках.

## Морфологічні особливості
Дрібний гризун завдовжки 160—180 мм, хвіст — 198—228 мм, стопа — 33 — 34 мм, вухо — 21 — 23 мм.

## Зовнішність
Хутро довге, м'яке, густо посипане довгим волоссям на потилиці. Верхні частини — темно-сірувато-коричневі з червонуватими відблисками, а вентральні частини — світліші, сіро-білуваті. Голова порівняно невелика, морда посипана довгими чорнуватими вібрісами. Вуха темно-сірі. Стопи світло-сіро-коричневі, а пальці ніг забезпечені маленькими кігтями, прихованими білястим волоссям. Хвіст довший від голови та тіла, рівномірно бурувато-чорнуватий і дрібно покритий дрібними темно-сірими волосками. Самці більші від самиць.

## Загрози та охорона
Втрата і деградація місць існування у зв'язку з розширенням сільського господарства, вогонь і вирубка лісів, за спостереженнями, основні загрози для цього виду. Зустрічається на захищених територіях. 